# Sagrado y obsceno
Sagrado y obsceno es una película venezolana de 1976 dirigida por Román Chalbaud, basada en la obra teatral homónima escrita en 1961 junto a José Ignacio Cabrujas. La película es una de las más representativas del cine social venezolano, mostrando la vida en una pensión en Caracas a principios de los años sesenta y abordando temas como la lucha de clases, la guerrilla urbana de los 60, la religión y la transculturación.

## Sinopsis
Pedro Zamora (interpretado por Miguel Ángel Landa) regresa a Caracas tras diez años de ausencia. Se instala en la pensión "Ecce Homo", dirigida por Glafira (Hilda Vera), donde oculta un arsenal de armas con el objetivo de vengar la muerte de sus compañeros guerrilleros a manos de Diego Sánchez (Paúl Antillano), un exjefe policial convertido en próspero empresario. A medida que se desenvuelve la trama, Zamora interactúa con los distintos habitantes de la pensión, incluyendo Ángela (Mary Soliani), con quien desarrolla una relación amorosa. En un clímax de tensión, finalmente ejecuta su venganza contra Sánchez.

## Reparto
- Miguel Ángel Landa como Pedro Zamora
- Rafael Briceño como Antonio Leocadio Bárcenas
- María Teresa Acosta como Edicta
- Hilda Vera como Glafira
- Paúl Antillano como Diego Sánchez
- José Ignacio Cabrujas como Andrés
- Mary Soliani como Ángela
- William Moreno como William Bolívar
- Virgilio Galindo como Morrocoy
- Asdrúbal Meléndez como Tobías
- Carles Canut
- Raúl Medina
- William Moreno
- William Bolívar
- Gustavo Rodríguez

## Producción
La película fue producida por Gente de Cine C.A., con fotografía de César Bolívar y montaje de Francisco Fustero y Guillermo Carrera. La música estuvo a cargo de Miguel Ángel Fúster. Se rodó en locaciones de Caracas, reflejando con fidelidad el ambiente de las pensiones de la época.

## Temáticas y análisis
Desde una perspectiva sociosemiótica, Sagrado y obsceno funciona como un microcosmos de la Venezuela de los años sesenta. La pensión "Ecce Homo" simboliza un espacio de coexistencia de clases sociales, ideologías y tradiciones en conflicto. Chalbaud utiliza este escenario para representar tensiones entre la religiosidad tradicional, el marxismo emergente y las contradicciones del proceso de modernización del país.
La película también aborda la condición de la mujer en la sociedad venezolana. Las protagonistas femeninas encarnan distintos roles: Edicta representa la religiosidad conservadora, Glafira la mujer independiente pero atrapada en relaciones violentas, y Ángela la juventud atrapada entre el deseo y el mandato moral. En contraste, los personajes masculinos oscilan entre la violencia policial, la subversión política y la ambición económica.
Asimismo, como ya lo había tratado en Caín adolescente (1959), la película muestra un claro proceso de transculturación, donde elementos de la cultura rural y urbana conviven en la pensión. Chalbaud refleja la llegada masiva de migrantes a Caracas y cómo las estructuras urbanas y sociales no estaban preparadas para recibirlos, generando espacios de marginalidad y conflicto.

## Recepción
Sagrado y obsceno fue bien recibida por la crítica, siendo considerada una de las obras más representativas de Chalbaud. Su enfoque en la vida cotidiana y su carácter autobiográfico la convierten en un testimonio del proceso de urbanización y cambio social en Venezuela. Sin embargo, también generó controversia por su cruda representación de la violencia y la política de la época.